# 小城徹也
小城徹也（8月21日—），日本男性漫畫家。血型A型。

## 作品列表

### 連載作品
- （《YOUNG GANGAN》2013年11號 - 2014年24號，史克威爾艾尼克斯，全2冊）
- （《月刊少年RIVAL（日语：月刊少年ライバル）》2012年3月號－2014年7月號，講談社，已發行7冊／2014年11月。</ref>）
- （《YOUNG GANGAN》，史克威爾艾尼克斯）
- 堂推？（《月刊少年Ace》，角川書店／KADOKAWA）

### 其它
- 電視動畫 漫畫家與助手 第2話片尾插圖

## 來源
1. 1 2 3  . 小城徹也的官方個人部落格.   [2016-07-01]. （原始内容存档于2016-03-24） （日语）.

## 外部連結
- （日語）－小城徹也的官方個人部落格。
- 小城徹也的X（前Twitter） （日語）